# باشگاه فوتبال ملبورن جنوبی
باشگاه فوتبال ملبورن جنوبی یک باشگاه فوتبال نیمه حرفه‌ای استرالیایی است که در حومه آلبرت پارک، در ملبورن، ویکتوریا واقع شده است. این باشگاه در حال حاضر در لیگ برتر ملی ویکتوریا در ورزشگاه لیک ساید رقابت می‌کند.
این باشگاه در سال ۱۹۵۹ توسط مهاجران یونانی پس از جنگ جهانی دوم با عنوان ملبورن جنوبی هلاس، با پایه‌ای در جامعه یونانی تاسیس شد.
این باشگاه چهار قهرمانی ملی استرالیا، یک رشته عناوین لیگ ایالتی ویکتوریا، چندین جام داکرتی و نماینده اقیانوسیه در مسابقات قهرمانی باشگاه‌های جهان  ۲۰۰۰ را کسب کرده است. همراه با مارکونی استالیونز آنها یکی از دو باشگاهی بودند که در هر فصل لیگ ملی فوتبال به رقابت پرداختند.
این باشگاه توسط فدراسیون بین‌المللی تاریخ و آمار فوتبال به عنوان باشگاه قرن بیستم اقیانوسیه انتخاب شد.

## تاریخچه
ملبورن جنوبی با قهرمانی در لیگ ملی استرالیا در سال ۹۹–۱۹۹۸ جواز حضور در لیگ قهرمانان اقیانوسیه ۱۹۹۹ را پیدا کرد. در مرحله گروهی، ملبورن جنوبی با تیم‌های مالایتا ایگلز جزایر سلیمان و کونیکا ساموآی آمریکا همگروه شد. مالایتا ایگلز را ۲–۱ شکست داد و با نتیجه ۱۰–۰ از کونیکا عبور کرد تا به عنوان تیم اول گروه به مرحله حذفی برود. در مرحله نیمه نهایی، ملبورن جنوبی با نتیجه ۳–۰ تیم ونوس تاهیتی را شکست داد و به فینال رسید. این تیم موفق شد به راحتی با نتیجه ۵–۱ نادی فیجی را شکست دهد و قهرمان لیگ قهرمانان اقیانوسیه شود.
به لطف قهرمانی در لیگ قهرمانان، این تیم جواز حضور در جام باشگاه‌های جهان ۲۰۰۰ را پیدا کرد و اولین تیم اقیانوسیه شد که در رقابت‌های بین‌المللی رسمی با تیم‌هایی از دیگر قاره‌ها رقابت می‌کند. ساوت ملبورن در گروه ۲ با تیم‌های منچستر یونایتد، واسکو دوگاما و نیکاکسا همگروه شد. در بازی اول مقابل واسکو دوگاما، ملبورن جنوبی با دریافت ۲ گل شکست خورد. در بازی دوم در مقابل نیکاکسا، ملبورن جنوبی اولین گل تاریخ خود در این رقابت‌ها را پس از دریافت ۲ گل در دقایق ۱۹ و ۲۹ توسط جان آناستاسیادیس به ثمر رساند؛ اما در پایان یک گل دیگر از طریق ضربه پنالتی دریافت کرد و در مجموع، ۳–۱ باخت. در بازی آخر که مهم‌ترین بازی باشگاه بود، ملبورن جنوبی مقابل منچستر یونایتد ایستاد و با ۲ گل کوئینتون فورچون شکست خورد. در پایان، این تیم به رتبه چهارم گروه و رتبه هشتم مسابقات رسید.